# Castello di Berg
Il castello di Berg (in lussemburghese: Schlass Bierg; in francese: Château de Berg; in tedesco: Schloss Berg), denominato anche Colmar-Berg, è dal 1911 la residenza privata della famiglia del granduca di Lussemburgo regnante.
Il castello è situato nella città di Colmar-Berg, nel centro del Lussemburgo, vicino alla confluenza dei fiumi Alzette e Attert.